# Tyrannens fald
Tyrannens fald er en dansk film fra 1942, instrueret af Alice O'Fredericks og Jon Iversen efter manuskript af Svend Rindom.

## Handling
Den stoute Axel Høegh er skovridder på godset Troldborg i Sydsjælland, hvor han bor sammen med datteren Anne, der fører huset, og sønnen Mogens, der forretter tjeneste som forstkandidat under sin far, og som er forlovet med en ung pige, Ulla Kryger, der er ansat på et københavnsk reklamebureau. Ullas søster, Ida, er gift med den bryske korrekturlæser Viktor Frandsen. Mandens beskedne løn har gjort husførelsen til et mareridt for den myreflittige Ida.

## Medvirkende
- Eyvind Johan-Svendsen
- Karin Nellemose
- Ib Schønberg
- Lily Weiding
- Mathilde Nielsen
- Carlo Wieth
- Poul Reichhardt
- Astrid Villaume
- Petrine Sonne
- Randi Michelsen
- Henry Nielsen
- Lis Løwert
- Else Petersen